# Kościół św. Leonarda Murialda w Turynie
Kościół św. Leonarda Murialda w Turynie – rzymskokatolicki kościół parafialny zlokalizowany w zachodniej części włoskiego Turynu (Pozzo Strada).

## Historia
Kościół, zbudowany w latach 1998-2003, jest poświęcony św. Leonardowi Murialdo, założycielowi Kongregacji św. Józefa, duszpasterzowi środowisk robotniczych. Jest to kompleks architektoniczny, złożony z kościoła, budynku zgromadzenia i kampanili, zaprojektowany przez Dante Salmè. Kampanila została zbudowana na planie kwadratu i zwęża się ku górze. Architektura obiektu jest prosta. Wnętrze oświetla naturalne światło.